# كلية الطب البيطري (جامعة سوهاج)
كلية الطب البيطري جامعة سوهاج هي كلية حكومية مصرية أنشئت بالقرار الجمهوري رقم 324 لسنة 2007 وبدأت الدراسة بها رسميا عام 2008 وتم نقلها في 2016 الي المبني الجديد بمقر الجامعة الجديد بمدينة سوهاج الجديدة.

## مبني الكلية
يوجد مبنى كلية الطب البيطري بحرم الجامعة الجديد بمدينة سوهاج الجديدة علي مساحة 6400 م2 ويتكون من بدروم ودور أرضي و4 أدوار متكرره بتكلفة إنشائية 72 مليون جنيه.

### صالة اللياقة البدنية
في 3 يوليو 2021، تفقد اليوم رئيس جامعة سوهاج، التجهيزات النهائية لافتتاح أول صالة للياقة البدنية بكلية الطب البيطري بمقر الجامعة الجديدة بمنطقة الكوامل، حيث تصل مساحة صالة اللياقة البدنية تصل إلى 125 متر، وأنه جرى تزويدها بالعديد من الأجهزة الرياضية التي بلغت تكلفتها 150 ألف جنيه، وتضم جهاز كابل كروسو، وجهاز سميث، وجهاز سحب عالى، وجهاز تمرينات الأرجل أمامى وخلفى وجهاز فراشة، وجهاز بنش أثقال، وجهاز أوربتراك، ومشاية تريدميل، وجهاز تقوية باى ودمبلز متعددة الأوزان من 2.5 كيلو إلى 20 كيلو، وبارأوليمبى عدد 4 وبار زجزاجى، و2 بار 160 سم، وحامل طارات أوزان مختلفة وبارات وكرات توازن.

## أقسام الكلية
- قسم التشريح والأجنة.
- قسم الهستولوجيا.
- قسم التوليد والتناسليات.
- قسم الفسيولوجى.
- قسم سلوكيات الحيوان ورعايته.
- قسم الميكروبيولوجيا.
- قسم الباثولوجيا والباثولوجيا الاكلينيكية.
- قسم الرقابة الصحية علي الأغذية.
- قسم الطفيليات.
- قسم طب الحيوان.
- قسم التغذية و التغذية الإكلينيكية.
- قسم أمراض الدواجن.
- قسم صحة الحيوان والدواجن والبيئة.
- قسم الأمراض المشتركة.
- قسم الطب الشرعي و السموم.
- قسم الكيمياء الحيوية و كيمياء الأغذية.
- قسم الجراحة ( الجراحة و التخدير والأشعة ).
- قسم أمراض الأسماك.
- قسم الفارماكولوجى.